# Bilan saison par saison du Hockey Club Lugano
Le  Hockey Club Lugano  est une équipe membre de la Swiss Ice Hockey Federation (Fédération suisse de hockey sur glace). Cette page retrace ses résultats, depuis sa création, dans les différentes compétitions auxquelles elle a participé.

## Championnat de Suisse
Ce chapitre récapitule le parcours de l’équipe en championnat.

### Avant l'introduction des séries éliminatoires
| Saison    | PJ        | V       | D       | N       | BP          | BC          | Pts       | Classement                                                                                               | Remarque | Entraîneur                       |
| --------- | --------- | ------- | ------- | ------- | ----------- | ----------- | --------- | --- | --- | -------------------------------- |
| 1941-1942 |           |         |         |         |             |             |           | | |                                  |
| 1942-1943 |           |         |         |         |             |             |           | | |                                  |
| 1943-1944 |           |         |         |         |             |             |           | | |                                  |
| 1944-1945 |           |         |         |         |             |             |           | | |                                  |
| 1945-1946 |           |         |         |         |             |             |           | | | Guido Keller                     |
| 1946-1947 |           |         |         |         |             |             |           | | | Guido Keller                     |
| 1947-1948 |           |         |         |         |             |             |           | | | Guido Keller                     |
| 1948-1949 |           |         |         |         |             |             |           | | | Guido Keller                     |
| 1949-1950 |           |         |         |         |             |             |           | | | Guido Keller                     |
| 1950-1951 |           |         |         |         |             |             |           | | | Guido Keller                     |
| 1951-1952 |           |         |         |         |             |             |           | | | Guido Keller                     |
| 1952-1953 |           |         |         |         |             |             |           | | | Guido Keller                     |
| 1953-1954 |           |         |         |         |             |             |           | | | Guido Keller                     |
| 1954-1955 |           |         |         |         |             |             |           | | | Guido Keller                     |
| 1955-1956 |           |         |         |         |             |             |           | | | Beat Rüedi                       |
| 1956-1957 |           |         |         |         |             |             |           | | | Beat Rüedi                       |
| 1957-1958 | 2         | 1       | 1       | 0       | 14          | 4           | 2         | 1er du groupe III de 1L 2e du groupe II des finales régionales                                           | | Beat Rüedi                       |
| 1958-1959 | 2         | 2 0     | 0 2     | 0       | 14 8        | 3 12        | 4 0       | 1er du groupe II de 1L 1er du groupe III des finales régionales 3e de la finale nationale                | | Gene Miller                      |
| 1959-1960 |           |         |         |         |             |             |           | 1L | | Larry Kwong                      |
| 1960-1961 | 14        | 10      | 3       | 1       | 86          | 37          | 21        | 2e du groupe I de 1L                                                                                     | | Larry Kwong                      |
| 1961-1962 | 14        | 10      | 3       | 1       | 67          | 44          | 21        | 2e du groupe II de 1L                                                                                    | | Gene Miller                      |
| 1962-1963 | 14        | 3       | 10      | 1       | 65          | 89          | 7         | 7e du groupe II de 1L                                                                                    | |                                  |
| 1963-1964 | 4 2       | 4 2     | 0       | 0       | 35 14       | 7 6         | 8 4       | 1er du groupe Ib de 1L 1er de la finale est de promotion                                                 | Finale du groupe I de 1L : HC Klosters 6-3 / 8-4 Finale de promotion en LNB : 0-10 SC Langenthal Promu en LNB | Elwyn Friedrich (de)             |
| 1964-1965 | 14        | 5       | 4       | 5       | 52          | 54          | 15        | 5e du groupe est de LNB                                                                                  | | Elwyn Friedrich                  |
| 1965-1966 | 18        | 13      | 4       | 1       | 88          | 49          | 27        | 2e du groupe est de LNB                                                                                  | | Elwyn Friedrich                  |
| 1966-1967 | 18        | 5       | 6       | 7       | 61          | 66          | 17        | 3e du groupe est de LNB                                                                                  | | Richard Torriani                 |
| 1967-1968 | 14 6      | 6 3     | 6 2     | 2 1     | 53 23       | 52 15       | 14 7      | 6e du groupe est de LNB 2e de la poule de maintien                                                       | | Donald Bush Jürg Zimmermann (en) |
| 1968-1969 | 14 6      | 4 3     | 8 3     | 2 0     | 43 27       | 45 26       | 10 6      | 7e du groupe est de LNB 4e de la poule de maintien                                                       | | Jürg Zimmermann                  |
| 1969-1970 | 14        | 10 5    | 3 8     | 1       | 45 42       | 23 45       | 21 11     | 3e du groupe est de LNB 7e de la poule de promotion                                                      | | Reynald Lacroix                  |
| 1970-1971 | 14        | 10 9    | 1       | 3 4     | 58 63       | 27 33       | 23 22     | 1er du groupe est de LNB 1er de la poule de promotion                                                    | Promu en LNA                                                                                                  | Reynald Lacroix                  |
| 1971-1972 | 14 8      | 9 2     | 5 6     | 0       | 56 30       | 44 45       | 18 6      | 2e de LNA 4e de la poule finale                                                                          | | Bernard Côté                     |
| 1972-1973 | 28        | 9       | 16      | 3       | 90          | 129         | 21        | 8e de LNA                                                                                                | Relégué en LNB                                                                                                | Bernard Côté                     |
| 1973-1974 | 14        | 9       | 5 4     | 0 1     | 71 75       | 45 46       | 18 19     | 3e de la poule est de LNB 2e de la poule de promotion                                                    | | Bryan Whittal                    |
| 1974-1975 | 14        | 5 8     | 6       | 3 0     | 62 70       | 61 54       | 13 16     | 5e de la poule est de LNB 4e de la poule de maintien                                                     | | Bryan Whittal                    |
| 1975-1976 | 14        | 7 5     | 5 8     | 2 1     | 45 65       | 46 76       | 16 11     | 4e de la poule est de LNB 6e de la poule de promotion                                                    | | Bernard Côté                     |
| 1976-1977 | 14        | 10 7    | 3 5     | 1 2     | 69 64       | 42 60       | 21 16     | 2e de la poule est de LNB 4e de la poule de promotion                                                    | | Jack McDonald                    |
| 1977-1978 | 30        | 13      | 13      | 14      | 99          | 109         | 30        | 8e de LNB                                                                                                | | Jack McDonald                    |
| 1978-1979 | 30        | 18      | 9       | 3       | 151         | 113         | 39        | 5e de LNB                                                                                                | | Jiří Kren                        |
| 1979-1980 | 28        | 18      | 6       | 4       | 130         | 92          | 40        | 3e de la poule est de LNB                                                                                | | Jean Cusson (en)                 |
| 1980-1981 | 28        | 16      | 8       | 4       | 164         | 124         | 36        | 3e de la poule est de LNB                                                                                | | Jean Cusson Bernard Côté         |
| 1981-1982 | 28 10     | 17 9    | 8 0     | 3 1     | 149 63      | 100 40      | 37 19     | 1er de la poule est de LNB 1er de la poule de promotion/relégation LNA/LNB                               | Promu en LNA                                                                                                  | Réal Vincent                     |
| 1982-1983 | 28        | 10      | 16      | 2       | 126         | 145         | 22        | 6e de LNA                                                                                                | | Réal Vincent                     |
| 1983-1984 | 14 6 14 6 | 7 1 7 2 | 7 3 4 3 | 0 2 3 1 | 59 13 62 29 | 58 27 52 30 | 14 4 17 5 | 4e de la première phase de LNA 4e de la deuxième phase 4e de la troisième phase 4e de la quatrième phase | | John Slettvoll (it)              |
| 1984-1985 | 28 10     | 16 8    | 8 2     | 4 0     | 135 50      | 108 31      | 36 16     | 3e de LNA 2e de la poule finale                                                                          | | John Slettvoll                   |

### Après l'introduction des séries éliminatoires
| Saison    | PJ    | V    | VP | VF | D    | DP | DF | N   | BP     | BC     | Pts        | Classement                 | Séries éliminatoires                                                      | Entraîneur                                     |
| --------- | ----- | ---- | -- | -- | ---- | -- | -- | --- | ------ | ------ | ---------- | -------------------------- | ------------------------------------------------------------------------- | ---------------------------------------------- |
| 1985-1986 | 36    | 27   | —  | —  | 5    | —  | —  | 4   | 204    | 108    | 58         | 1er de LNA                 | 2-0 HC Sierre 2-0 HC Davos Champion de Suisse (1)                         | John Slettvoll                                 |
| 1986-1987 | 36    | 24   | —  | —  | 9    | —  | —  | 3   | 198    | 125    | 51         | 1er de LNA                 | 3-0 HC Ambrì-Piotta 3-0 EHC Kloten Champion de Suisse (2)                 | John Slettvoll                                 |
| 1987-1988 | 36    | 27   | —  | —  | 5    | —  | —  | 4   | 209    | 108    | 58         | 1er de LNA                 | 3-1 HC Davos 3-0 EHC Kloten Champion de Suisse (3)                        | John Slettvoll                                 |
| 1988-1989 | 36    | 29   | —  | —  | 4    | —  | —  | 3   | 200    | 97     | 61         | 1er de LNA                 | 3-0 HC Fribourg-Gottéron 3-0 HC Ambrì-Piotta 2-3 CP Berne                 | John Slettvoll                                 |
| 1989-1990 | 36    | 22   | —  | —  | 8    | —  | —  | 6   | 182    | 98     | 50         | 1er de LNA                 | 2-0 HC Ambrì-Piotta 3-0 EHC Kloten 3-1 CP Berne Champion de Suisse (4)    | John Slettvoll                                 |
| 1990-1991 | 36    | 26   | —  | —  | 6    | —  | —  | 4   | 172    | 94     | 56         | 2e de LNA                  | 3-0 HC Bienne 3-1 EHC Kloten 1-3 CP Berne                                 | John Slettvoll                                 |
| 1991-1992 | 36    | 23   | —  | —  | 8    | —  | —  | 5   | 151    | 92     | 51         | 2e de LNA                  | 1-3 ZSC Lions                                                             | John Slettvoll                                 |
| 1992-1993 | 36    | 21   | —  | —  | 14   | —  | —  | 1   | 131    | 116    | 43         | 4e de LNA                  | 4-1 EV Zoug 1-3 EHC Kloten                                                | Andy Murray John Slettvoll                     |
| 1993-1994 | 36    | 19   | —  | —  | 12   | —  | —  | 5   | 129    | 102    | 43         | 3e de LNA                  | 3-2 HC Ambrì-Piotta 1-3 EHC Kloten                                        | John Slettvoll                                 |
| 1994-1995 | 36    | 21   | —  | —  | 10   | —  | —  | 5   | 147    | 102    | 47         | 2e de LNA                  | 2-3 EHC Kloten                                                            | Timo Lahtinen (en)                             |
| 1995-1996 | 36    | 16   | —  | —  | 16   | —  | —  | 4   | 129    | 114    | 36         | 7e de LNA                  | 1-3 EHC Kloten                                                            | Timo Lahtinen John Slettvoll                   |
| 1996-1997 | 36 10 | 17 5 | —  | —  | 15 4 | —  | —  | 4 1 | 137 29 | 125 28 | 38 11      | 6e de LNA 5e du tour final | 3-1 EHC Kloten 1-3 CP Berne                                               | Mats Waltin / Enio Sacilotto                   |
| 1997-1998 | 40    | 17   | —  | —  | 16   | —  | —  | 7   | 140    | 127    | 41         | 6e de LNA                  | 3-4 HC Davos                                                              | Mats Waltin Enio Sacilotto / James Koleff (en) |
| 1998-1999 | 44    | 27   | —  | —  | 13   | —  | —  | 5   | 155    | 114    | 59         | 3e de LNA                  | 4-2 HC Davos 4-1 EV Zoug 4-1 HC Ambrì-Piotta Champion de Suisse (5)       | Enio Sacilotto / James Koleff                  |
| 1999-2000 | 45    | 29   | —  | —  | 7    | —  | —  | 9   | 164    | 83     | 67         | 1er de LNA                 | 4-0 HC Fribourg-Gottéron 4-0 HC Ambrì-Piotta 2-4 ZSC Lions                | Enio Sacilotto / James Koleff                  |
| 2000-2001 | 44    | 28   | —  | —  | 12   | —  | —  | 4   | 129    | 85     | 60         | 1er de LNA                 | 4-1 HC Fribourg-Gottéron 4-2 CP Berne 3-4 ZSC Lions                       | James Koleff                                   |
| 2001-2002 | 44    | 25   | —  | —  | 14   | —  | —  | 5   | 149    | 121    | 55         | 2e de LNA                  | 4-2 EV Zoug 3-4 ZSC Lions                                                 | Zinetoula Bilialetdinov James Koleff           |
| 2002-2003 | 44    | 24   | —  | —  | 16   | —  | —  | 4   | 159    | 129    | 52         | 4e de LNA                  | 4-1 Kloten Flyers 4-1 ZSC Lions 4-2 HC Davos Champion de Suisse (6)       | James Koleff Larry Huras                       |
| 2003-2004 | 48    | 35   | —  | —  | 9    | —  | —  | 4   | 196    | 127    | 74         | 1er de LNA                 | 4-0 HC Fribourg-Gottéron 4-3 ZSC Lions 2-3 CP Berne                       | Larry Huras                                    |
| 2004-2005 | 44    | 29   | —  | —  | 8    | —  | —  | 7   | 148    | 99     | 65         | 1er de LNA                 | 1-4 CP Berne                                                              | Larry Huras                                    |
| 2005-2006 | 44    | 24   | —  | —  | 12   | —  | —  | 8   | 160    | 116    | 56         | 2e de LNA                  | 4-3 HC Ambrì-Piotta 4-1 Kloten Flyers 4-1 HC Davos Champion de Suisse (7) | Larry Huras Harold Kreis                       |
| 2006-2007 | 44    | 25   |    |    | 15   |    |    | —   | 143    | 123    | 80         | 5e de LNA                  | 2-4 Kloten Flyers                                                         | Ivano Zanatta (de)                             |
| 2007-2008 | 50    | 15   |    |    | 20   |    |    | —   | 130    | 149    | 69         | 9e de LNA                  | Play-out : 4-1 HC Bâle                                                    | Ivano Zanatta Kent Ruhnke John Slettvoll       |
| 2008-2009 | 50    | 19   | 4  | 4  | 16   | 2  | 5  | —   | 175    | 156    | 80         | 5e de LNA                  | 3-4 HC Davos                                                              | John Slettvoll Hannu Virta                     |
| 2009-2010 | 50    | 17   | 3  | 3  | 23   | 0  | 4  | —   | 153    | 166    | 67         | 8e de LNA                  | 0-4 CP Berne                                                              | Kent Johansson Philippe Bozon                  |
| 2010-2011 | 50    | 12   | 4  | 3  | 26   | 3  | 2  | —   | 130    | 159    | 55         | 10e de LNA                 | Play-out : 4-0 Rapperswil-Jona Lakers                                     | Philippe Bozon Mike McNamara Greg Ireland (en) |
| 2011-2012 | 50    | 21   | 0  | 5  | 18   | 3  | 3  | —   | 152    | 150    | 79         | 6e de LNA                  | 2-4 HC Fribourg-Gottéron                                                  | Barry Smith (de) Patrick Fischer Larry Huras   |
| 2012-2013 | 50    | 21   | 3  | 2  | 17   | 5  | 2  | —   | 163    | 139    | 80         | 6e de LNA                  | 3-4 EV Zoug                                                               | Larry Huras                                    |
| 2013-2014 | 50    | 23   | 2  | 3  | 18   | 3  | 1  | —   | 142    | 114    | 83         | 5e de LNA                  | 1-4 Genève-Servette HC                                                    | Patrick Fischer                                |
| 2014-2015 | 50    | 24   | 2  | 6  | 13   | 3  | 2  | —   | 155    | 127    | 93         | 3e de LNA                  | 2-4 Genève-Servette HC                                                    | Patrick Fischer                                |
| 2015-2016 | 50    | 21   | 2  | 4  | 18   | 4  | 1  | —   | 157    | 150    | 80         | 5e de LNA                  | 4-0 EV Zoug 4-2 Genève-Servette HC 1-4 CP Berne                           | Douglas Shedden                                |
| 2016-2017 | 50    | 19   | 4  | 2  | 21   | 2  | 2  | —   | 142    | 155    | 73         | 7e de LNA                  | 4-2 ZSC Lions 1-4 CP Berne                                                | Douglas Shedden Greg Ireland                   |
| 2017-2018 | 50    | 26   | 0  | 3  | 19   | 1  | 1  | —   | 159    | 130    | 86         | 4e de LNA                  | 4-1 HC Fribourg-Gottéron 4-2 HC Bienne 3-4 ZSC Lions                      | Greg Ireland                                   |
| 2018-2019 | 50    | 24   | 1  | 1  | 22   | 0  | 2  | —   | 160    | 141    | 78         | 7e de NL                   | 0-4 EV Zoug                                                               | Greg Ireland                                   |
| 2019-2020 | 50    | 19   | 3  | 1  | 23   | 1  | 3  | —   | 125    | 139    | 69         | 8e de NL                   | Championnat annulé après la saison régulière à cause du coronavirus       | Sami Kapanen Hnat Domenichelli Serge Pelletier |
| 2020-2021 | 52    | 24   | 8  | 1  | 17   | 2  | 0  | —   | 160    | 137    | 1,769 (92) | 2e de NL                   | 1-4 SC Rapperswil-Jona Lakers                                             | Serge Pelletier                                |
| 2021-2022 | 52    | 21   | 1  | 3  | 22   | 5  | 0  | —   | 160    | 158    | 1,462 (76) | 9e de NL                   | Préplay-off : 2-0 Genève-Servette HC Play-off : 0-4 EV Zoug               | Chris McSorley                                 |
| 2022-2023 | 52    | 20   | 1  | 4  | 25   | 1  | 1  | —   | 147    | 163    | 72         | 10e de NL                  | Préplay-off : 2-0 HC Fribourg-Gottéron Play-off : 2-4 Genève-Servette HC  | Chris McSorley Luca Gianinazzi                 |
| 2023-2024 | 52    | 23   | 2  | 3  | 23   | 1  | 1  | —   | 162    | 151    | 79         | 7e de NL                   | Préplay-off : 1-0 HC Ambrì-Piotta Play-off : 3-4 HC Fribourg-Gottéron     | Luca Gianinazzi                                |
| 2024-2025 | 52    | 20   | 1  | 0  | 22   | 3  | 1  | —   | 137    | 160    | 66         | 13e de NL                  | Play-out : 4-2 HC Ajoie                                                   | Luca Gianinazzi Uwe Krupp                      |

## Coupe de Suisse
Ce chapitre récapitule le parcours de l’équipe en coupe.
| Édition                                    | Tour                | Parcours | Entraîneur           |
| ------------------------------------------ | ------------------- | --- | -------------------- |
| 1956-1957                                  | Ne participe pas    | Ne participe pas                                                                                                  | Ne participe pas     |
| 1957-1958                                  | Premier tour        | 4-5 HC Viège (LNB)                                                                                                | Beat Rüedi           |
| 1958-1959                                  | Huitièmes de finale | 6-5 HC Sierre (LNB) 7-14 Servette HC (LNB)                                                                        | Gene Miller          |
| 1959-1960                                  | Huitièmes de finale | 10-1 EHC Rheinfelden (?) 1-13 Zürcher SC (LNA)                                                                    | Larry Kwong          |
| 1960-1961                                  | Huitièmes de finale | 8-2 HC Moutier (?) 10-1 HC Saint-Imier (1L) 2-9 HC La Chaux-de-Fonds (LNB)                                        | Larry Kwong          |
| 1961-1962                                  | Deuxième tour       | 3-2 EHC Winterthour (LNB) 1-4 SC Rapperswil-Jona (1L)                                                             | Gene Miller          |
| 1962-1963                                  | Deuxième tour       | 8-3 EHC Uster (?) 3-8 CP Fleurier (LNB)                                                                           |                      |
| 1963-1964                                  | Demi-finales        | 5-1 HC Ascona (it) (1L) 9-1 CP Lucerne (1L) 5-0 forfait SC Langnau (LNA) 6-5 HC Gottéron (LNB) 0-4 HC Viège (LNA) | Elwyn Friedrich (de) |
| 1964-1965                                  | Quarts de finale    | 4-3 Breitlachen (1L) 5-4 a. p. HC Ambrì-Piotta (LNB) 5-0 forfait EHC Kloten (LNA) 3-4 a. p. CP Berne (LNA)        | Elwyn Friedrich      |
| 1965-1966                                  | Huitièmes de finale | 9-0 EHC Bassersdorf (?) 5-1 SC Rapperswil-Jona (LNB) 4-7 HC Viège (LNA)                                           | Elwyn Friedrich      |
| Aucune édition disputée entre 1967 et 1970 |                     | |                      |
| 1971-1972                                  | Huitièmes de finale | 4-6 / 4-8 HC Davos (LNB)                                                                                          | Bernard Côté         |
| Aucune édition disputée entre 1973 et 2013 |                     | |                      |
| 2014-2015                                  | Huitièmes de finale | 5-2 HC Sion-Nendaz 4 Vallées (1L) 2-3 a. p. CP Berne (LNA)                                                        | Patrick Fischer      |
| 2015-2016                                  | Huitièmes de finale | 2-1 EHC Winterthour (LNB) 2-3 Rapperswil-Jona Lakers (LNB)                                                        | Douglas Shedden      |
| 2016-2017                                  | Huitièmes de finale | 7-0 HC Thurgovie (LNB) 1-5 SC Langenthal (LNB)                                                                    | Douglas Shedden      |
| 2017-2018                                  | Huitièmes de finale | 2-1 EHC Seewen (MSL) 0-3 SC Rapperswil-Jona Lakers (SL)                                                           | Greg Ireland (en)    |
| 2018-2019                                  | Huitièmes de finale | 8-1 EHC Brandis (MSL) 3-4 EV Zoug (NL)                                                                            | Greg Ireland         |
| 2019-2020                                  | Huitièmes de finale | 7-0 HC Arosa (MSL) 1-2 fus. HC Davos (NL)                                                                         | Sami Kapanen         |
| 2020-2021                                  | Huitièmes de finale | 11-1 PIKES EHC Oberthurgau (1L) 2-3 a. p. ZSC Lions (NL)                                                          | Serge Pelletier      |

## Coupe de Suisse de Ligue nationale B
Ce chapitre récapitule le parcours de l’équipe en Coupe de LNB.
| Édition   | Tour         | Parcours                                     | Entraîneur       |
| --------- | ------------ | -------------------------------------------- | ---------------- |
| 1966-1967 | Demi-finales | 4-2 / 6-5 HC Moutier reporté / 1-2 HC Thoune | Richard Torriani |

## Coupe Spengler
Ce chapitre récapitule le parcours de l’équipe en Coupe Spengler.
| Édition | PJ | V | VP | VF | D | DP | DF | N | BP | BC | Pts | Classement             | Phase à élimination directe                     | Entraîneur          |
| ------- | -- | - | -- | -- | - | -- | -- | - | -- | -- | --- | ---------------------- | ----------------------------------------------- | ------------------- |
| 1991    | 4  | 3 | —  | —  | 1 | —  | —  | 0 | 18 | 11 | 6   | 2e                     | 2-5 HK CSKA Moscou                              | John Slettvoll (it) |
| 2015    | 2  | 1 | 0  | 0  | 1 | 0  | 0  | — | 10 | 7  | 3   | 1er du groupe Torriani | 3-0 Avtomobilist Iekaterinbourg 3-4 Team Canada | Douglas Shedden     |
| 2016    | 2  | 2 | 0  | 0  | 0 | 0  | 0  | — | 8  | 5  | 6   | 1er du groupe Torriani | 4-0 HC Davos 2-5 Team Canada                    | Douglas Shedden     |

## Coupes d’Europe
Ce chapitre récapitule le parcours de l’équipe en Coupes d’Europe.

### Coupe d’Europe
| Édition   | Tour                   | Parcours | Entraîneur          |
| --------- | ---------------------- | --- | ------------------- |
| 1986-1987 | Tour final             | Deuxième tour : 5-2 / 1-1 EHC Dynamo Berlin Troisième tour : 4-2 / 4-5 Kölner EC Tour final : 4-5 TJ VSŽ Košice 3-7 Färjestad BK 2-10 HK CSKA Moscou | John Slettvoll (it) |
| 1987-1988 | Phase de groupes       | Phase de groupes : 5-1 HK Jesenice 4-5 Tesla Pardubice Nul 2-2 AS Mastini Varèse                                                                     | John Slettvoll      |
| 1988-1989 | Phase de groupes       | Phase de groupes : 3-2 HC Bolzano 8-0 HK Jesenice 3-4 Kölner EC                                                                                      | John Slettvoll      |
| 1990-1991 | Match pour la 5e place | Phase de groupes : 7-2 TMH Polonia Bytom 5-1 CSA Steaua Bucarest Nul 4-4 HC Sparta Prague Séries éliminatoires : 4-5 TPS 2-6 Düsseldorfer EG         | John Slettvoll      |

### Ligue européenne
| Édition   | Tour          | Parcours | Entraîneur                         |
| --------- | ------------- | --- | ---------------------------------- |
| 1999-2000 | Petite finale | Phase de groupes : 4-3 HC Amiens Somme 2-7 HK Dinamo Moscou 3-4 Nürnberg Ice Tigers 4-3 a. p. Nürnberg Ice Tigers 3-1 HK Dinamo Moscou 6-0 HC Amiens Somme Séries éliminatoires : 5-2 / 6-5 HC Slovan Harvard Bratislava 2-3 HC Sparta Prague 1-6 TPS | Enio Sacilotto / James Koleff (en) |

### Coupe continentale
| Édition   | Tour           | Parcours | Entraîneur        |
| --------- | -------------- | --- | ----------------- |
| 2000-2001 | Troisième tour | Deuxième tour : 3-0 HK Sokil Kiev 3-1 HCJ Milano Vipers 4-1 EC Villacher SV Troisième tour : Nul 1-1 München Barons Nul 2-2 HC Ambrì-Piotta 7-4 HK Berkout Kiev | James Koleff (en) |
| 2001-2002 | Troisième tour | Troisième tour : 2-4 HCJ Milano Vipers 3-1 Keramin Minsk Nul 4-4 AS Asiago Hockey                                                                               | James Koleff      |
| 2002-2003 | Petite finale  | Série éliminatoires : 2-0 Belfast Giants 3-6 Lokomotiv Iaroslavl 5-0 Keramin Minsk                                                                              | Larry Huras       |
| 2003-2004 | Petite finale  | Super finale : 7-1 Dragons de Rouen 2-3 HK Homiel Petite finale : 2-1 a. p. Severstal Tcherepovets                                                              | Larry Huras       |

### Coupe d’Europe des clubs champions
| Édition | Tour             | Parcours                           | Entraîneur         |
| ------- | ---------------- | ---------------------------------- | ------------------ |
| 2007    | Phase de groupes | 3-0 Färjestad BK 0-3 Ak Bars Kazan | Ivano Zanatta (de) |

### Ligue des champions
| Édition   | Tour                | Parcours | Entraîneur        |
| --------- | ------------------- | --- | ----------------- |
| 2016-2017 | Huitièmes de finale | Phase de groupe : 3-2 Adler Mannheim 1-3 Tappara 3-1 Tappara 4-3 a. p. Adler Mannheim Séries éliminatoires : 4-1 / 3-3 HC Škoda Plzeň 3-2 / 2-4 ZSC Lions                         | Douglas Shedden   |
| 2018-2019 | Huitièmes de finale | Phase de groupes : 2-3 HC Plzeň 2-5 HC´05 Banská Bystrica 4-1 HC´05 Banská Bystrica 2-3 HC Plzeň 2-0 JYP Jyväskylä 1-0 JYP Jyväskylä Séries éliminatoires : 1-1 / 4-5 Frölunda HC | Greg Ireland (en) |
| 2021-2022 | Phase de groupes    | Phase de groupes : 5-1 Skellefteå 3-6 Tappara 5-3 Skellefteå 2-3 a. p. Tappara 3-6 Eisbären Berlin 2-4 Eisbären Berlin                                                            | Chris McSorley    |